# Saint-Jean-Saverne
Saint-Jean-Saverne – miejscowość i gmina we Francji, w regionie Grand Est, w departamencie Dolny Ren.
Według danych na rok 1990 gminę zamieszkiwało 559 osób, a gęstość zaludnienia wynosiła 87 osób/km² (wśród 903 gmin Alzacji Saint-Jean-Saverne plasuje się na 434. miejscu pod względem liczby ludności, natomiast pod względem powierzchni na miejscu 407.).